# Nazionale maschile under 18 di pallacanestro della Cina
La nazionale di pallacanestro cinese Under-18 è una selezione giovanile della nazionale cinese di pallacanestro, ed è rappresentata dai migliori giocatori di nazionalità cinese di età non superiore ai 18 anni.
Partecipa a tutte le manifestazioni internazionali giovanili di pallacanestro per nazioni gestite dalla FIBA.

## Partecipazioni

### FIBA AsiaBasket Under-18
- 1977 -  2°
- 1978 -  2°
- 1980 -  1°
- 1982 -  2°
- 1984 -  2°

- 1986 -  1°
- 1989 -  1°
- 1990 -  3°
- 1992 -  1°
- 1995 -  2°

- 1996 -  1°
- 1998 -  1°
- 2000 -  2°
- 2002 -  1°
- 2004 -  3°

- 2006 -  1°
- 2008 - 5°
- 2010 -  1°
- 2012 -  1°
- 2014 -  1°

- 2016 - 5°
- 2018 -  3°
- 2022 -  3°